# Hadena montara
Hadena montara är en fjärilsart som beskrevs av Smith 1910. Hadena montara ingår i släktet Hadena och familjen nattflyn. Inga underarter finns listade i Catalogue of Life.